# Perucetus colossus
Perucetus colossus es la única especie del género extinto Perucetus de ballena primitiva del Eoceno Medio, entre 39 a 37 millones de años, fue encontrado en el desierto de la costa peruana. Con un peso estimado que oscila entre 85 y 340 t (84 y 200 toneladas largas; 94 y 270 toneladas cortas), Perucetus colossus puede haber rivalizado, si no excedido, en peso con la ballena azul moderna, pero con estudios más recientes son más conservadoras y los resultados arrojaron que si este animal media unos 17 metros su peso rondaría entre las 60 y 70 toneladas, mientras si estos llegaban a medir hasta los 20 metros su peso rondaría entre 98 y 114 toneladas siendo claramente inferior a las 270 toneladas que se habían propuesto en un principio. Esto se debe en parte a los huesos increíblemente gruesos y densos de este animal, junto con su gran tamaño. Sin embargo, la ecología de la especie sigue siendo en gran parte un misterio. Según los fósiles, probablemente era un habitante de aguas poco profundas que se movía lentamente. Solo se puede especular sobre su dieta, pero una sugerencia propone que pudo haberse alimentado de animales bentónicos como crustáceos y moluscos que viven en el fondo del océano.

## Historia y nombre
Perucetus colossus se conoce a partir de una variedad de huesos, a saber, 13 vértebras, cuatro costillas y algunas partes de la región pélvica. Todos los huesos, que representan un individuo singular (MUSM 3248), han sido recolectados del Miembro Yumaque de la Formación Paracas.
El nombre Perucetus deriva del país de origen de la ballena, Perú, mientras que el epíteto específico hace referencia al enorme tamaño del animal.
Los restos del Perucetus se encuentran bajo resguardo y actualmente en exhibición en el Museo de Historia Natural de Lima, perteneciente a la Universidad Nacional Mayor de San Marcos, institución principal del equipo de paleontólogos peruanos involucrados en el descubrimiento.

## Descripción
Ya que solo se conocen algunas vértebras de Perucetus colossus, las estimaciones de la longitud total del animal varían según la cantidad de cada tipo de vértebras que se asume estarían presentes en la columna. Al basarse en el esqueleto de Cynthiacetus peruvianus, el cual tiene uno de los esqueletos de basilosáuridos más completos conocidos y que posee 20 vértebras torácicas y 17 lumbares, Bianucci et al. (2023) tuvieron como resultado una longitud completa del esqueleto de 20 metros. Al usar a Basilosaurus isis (con 18 torácicas y 19 lumbares) y a Dorudon atrox (17 torácicas y 20 lumbares) como aproximaciones, se llegó a una longitud levemente mayor de 20.1 metros. Al usar de base a Pachycetus wardii, el cual tiene el menor número de vértebras en su familia y refleja la posibilidad de que Perucetus tuviera menos vértebras que muchos basilosáuridos, se calculó una longitud más conservadora de 17 metros.
El hueso innominado de Perucetus está muy reducido pero aún conserva un acetábulo bien desarrollado, una condición considerada como ancestral entre los cetáceos. El innominado, sin embargo, difiere en forma del de Basilosaurus, y el extremo proximal del ilion es notablemente más robusto que el de otros miembros tempranos de Pelagiceti. Los centros de las vértebras lumbares están muy alargados como en los basilosaurinos y paquicetinos pero no alcanza las proporciones de los miembros más extremos de dichos grupos. Los extremos de las costillas son grandes y en forma de mazo, otra característica similar a la de Basilosaurus.

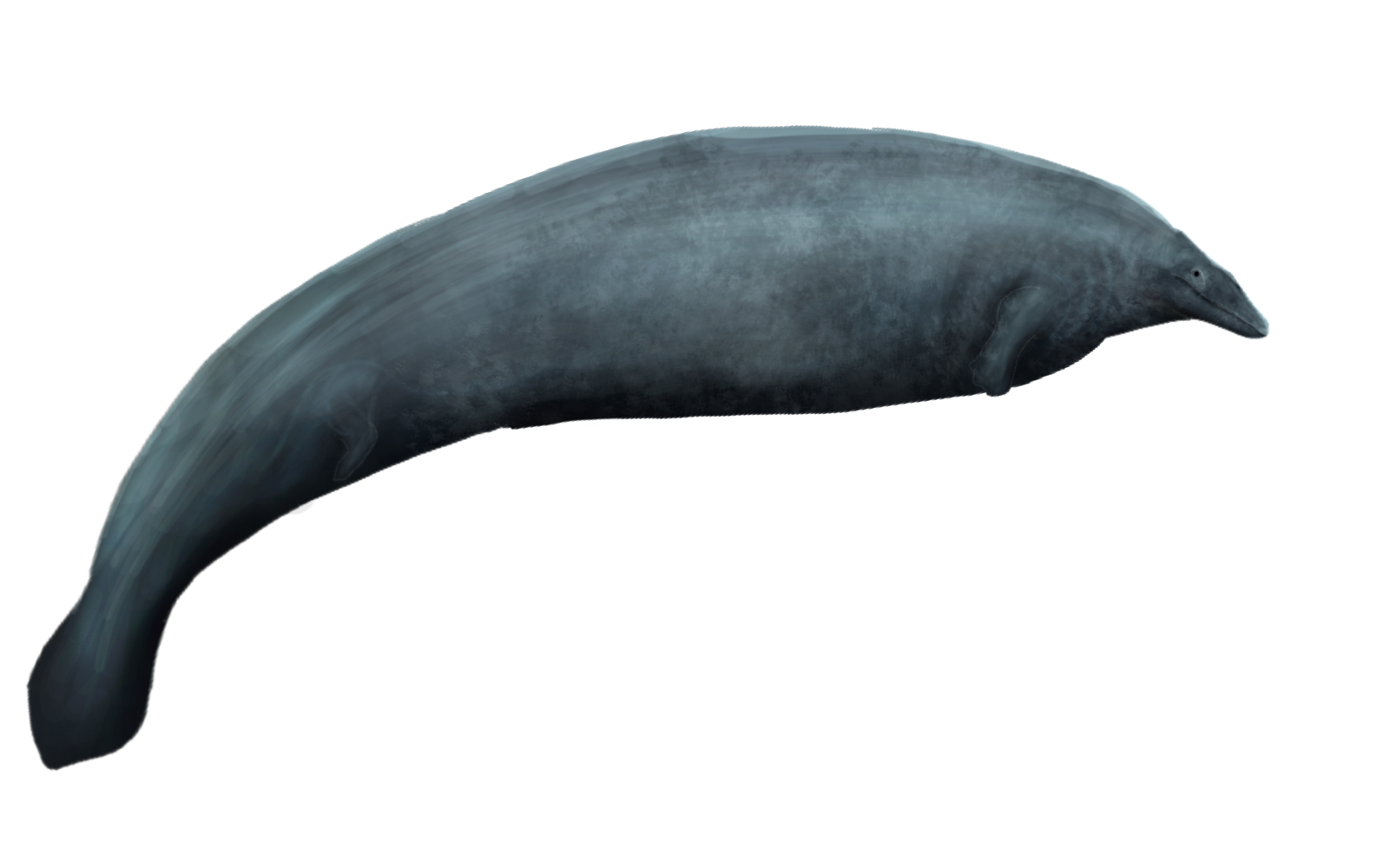
Reconstrucción especulativa con una aleta caudal similar a la de un manatí

El rasgo más característico de Perucetus es el alto grado de paquiosteosclerosis presente en los hueso del cuerpo, lo cual significa que sus huesos son simultáneamente más gruesos (paquiostóticos) y más densos (osteoscleróticos) que en cualquier otro cetáceo conocido. La paquiosteosclerosis y el incremento asociado de la masa ósea (BMI, por sus siglas en inglés) es conocido en varios otros mamíferos marinos como los sirenios y en algunos otros basilosáuridos — particularmente, los miembros de la subfamilia Pachycetinae — pero ningún cetáceo se aproxima a los niveles de BMI vistos en Perucetus. Bianucci y colaboradores destacaron varias líneas de evidencia que sugieren a que el incremento de la masa ósea no fue el resultado de alguna patología. Además de la presencia de BMI en los paquicetinos, el incremento está presente uniformemente en los huesos de Perucetus, mientras que se esperaría que no fuera consistente si hubiera sido causado por alguna enfermedad u otra condición. Debido a la paquiostosis, las vértebras se encuentran muy expandidas, haciéndolas cerca del doble de voluminosas que las de una ballena azul de 25 metros de largo. El incremento de la masa ósea es también observado en la microanatomía del hueso. Las costillas están casi completamente compuestas de hueso denso y carecen de  la cavidad medular vista en los huesos de otros animales. Los canales vasculares que penetran el hueso son estrechos, lo cual no solo indica la madurez del animal sino que evidencian más la naturaleza ya densa de sus huesos.
El peso de Perucetus se ha estimado desde 85 a 340 toneladas, con un promedio de 180 toneladas. La estructura esquelética estimada en 17 a 20 metros por sí sola habría pesado hasta 5.3-7.6 toneladas, lo cual ya es de por sí dos a tres veces el peso del esqueleto de una ballena azul de 25 metros de largo. Los estimados totales de peso se basan en la relación entre la masa total corporal y la del esqueleto de los mamíferos modernos. Notablemente, los cetáceos tiene  esqueletos mucho más ligeros de lo que se supondría para su masa entera, mientras que los sirenios (dugongos y manatíes) son similares a los mamíferos terrestres al tener esqueletos más densos que contribuyen más al peso total corporal. Bianucci y colaboradores señalaron las dificultades para determinar el peso de los basilosáuridos. Ellos sugieren que el incremento de la masa del esquelético pudo haber sido compensado al tener grandes cantidades de grasa, la cual es menos densa que otros tejidos blandos. Posteriormente, los valores más extremos fueron usados en los cálculos, llevando al amplio rango de estimaciones de peso presentes en la descripción científica. Con base en los datos de los sirenios, se llegó a calcular un peso de 85 toneladas. Combinando la proporción del menor peso esquelético en relación con el tamaño corporal hallado en cetáceos junto con el mayor peso estimado del esqueleto se determinó un peso total de más de 340 toneladas. Los valores medios, por otro lado, resultaron en un peso de 180 toneladas. Esto podría indicar que, aunque no era tan largo, esta especie pudo haber sido más pesada que la ballena azul moderna.

## Clasificación
Perucetus fue identificado como un miembro del clado Pelagiceti con base en el elevado número de vértebras lumbares con centros vertebrales circulares y un hueso de la cadera altamente reducido. Dentro de Pelagiceti, el acetábulo bien definido sugiere afinidades cercanas con los basilosáuridos (como Basilosaurus, Pachycetus, Cynthiacetus y Chrysocetus) y los llanocétidos (como Mystacodon). Bianucci y colaboradores por tanto agregaron a Perucetus a la familia Basilosauridae.

## Paleobiología

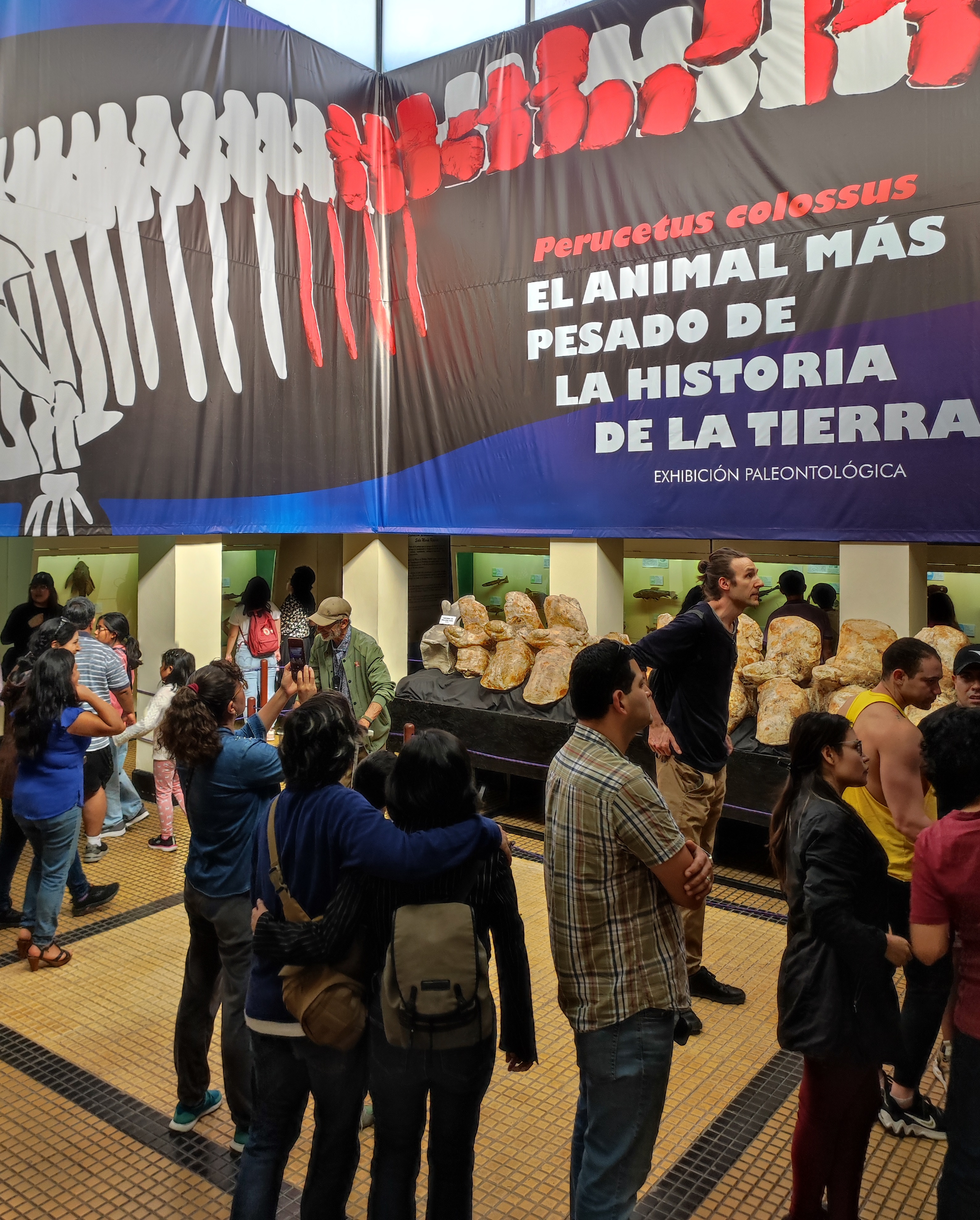
Exhibición del fósil de Perucetus colossus en el Museo de Historia Natural de la Universidad de San Marcos. En el fondo se ubica Mario Urbina, investigador del museo y descubridor del referido fósil.

El inmenso tamaño y la densidad ósea en conjunto harían imposible a Perucetus a poder salir a tierra, lo cual está en línea con su clasificación como un basilosáurido. La paquiosteosclerosis es tomada como una señal de que Perucetus vivía en aguas someras, usando su peso como control de flotabilidad tal como hacen los manatíes modernos. Dado su tamaño y peso, Perucetus puede haber resistido las olas rompientes en las aguas más turbulentas, algo también inferido para la vaca marina de Steller que igualmente era boyante. Las afinidades del animal por las aguas poco profundas es congruente con la interpretación de que los basilosáuridos preferían aguas costeras, más que vivir en el océano abierto.
Dada la naturaleza fragmentaria de este animal hace inciertas las características precisas de su locomoción, se han realizado algunas sugerencias. Los centros alargados de las vértebras por ejemplo, sugieren que como los manatíes y a diferencia de los dugongos, nadaba con el uso de una ondulación axial. Esto apunta aún más a que el animal vivió en las aguas poco profundas más que en los hábitats pelágicos. El gran tamaño de las vértebras impone límites también al estilo de nado de Perucetus, así como lo hace la forma de los procesos transversos de las vértebras. Usando los métodos de un estudio previo, se sugiere que Perucetus estaba limitado en su habilidad de doblar hacia arriba y hacia los lados pero poseería en cambio una habilidad incrementada de flexionar hacia abajo (ventralmente). Esto podría sugerir que Perucetus nadaba con movimientos lentos de arriba abajo de su cola mientras que no haría uso de ningún movimiento de lado a lado como se ha sugerido para Basilosaurus. La fuerte flexión ventral en particular, puede haber sido de gran importancia para el animal cuando se impulsaba para alejarse del lecho oceánico a fin de respirar en la superficie. La función precisa de esta combinación de paquiosteosclerosis y gigantismo aún no se entiende por completo, pero puede haber estado ligada al costo energético de los movimientos ondulantes o la habilidad de bucear durante largos periodos de tiempo.
La dieta y estilo de alimentación continúan siendo incluso más misteriosos, dado que no se conoce material craneano de este cetáceo. Aun así, algunas posibilidades pueden ser inferidas con base en su estilo de vida deducido de su esqueleto postcraneal. Aunque muchas de las similitudes señaladas con los sirenios pueden ser tomadas como indicios de un estilo de vida de pastoreo, esta idea puede ser considerada como improbable, ya que no se conoce ningún cetáceo con una dieta herbívora. Parece más probable que Perucetus se alimentara de moluscos, crustáceos y otros animales en el fondo marino, ya fuera mediante succión o mediante la filtración de los mismos. Este estilo de vida habría sido comparable al de la actual ballena gris. Otra hipótesis mencionada por Bianucci et al. es que Perucetus puede haber sido un carroñero como los grandes tiburones demersales. En todo caso, hasta que se hallen mejores restos, la ecología precisa de Perucetus permanecerá desconocida.